# جورج باكستون
جورج باكستون (بالإنجليزية: George Paxton)‏ هو قائد فرقة ‏ وملحن وعازف جاز ومنتج أسطوانات أمريكي، ولد في 24 مارس 1914، وتوفي في 19 أبريل 1989.

## وصلات خارجية
- جورج باكستون على موقع ميوزك برينز (الإنجليزية)
- جورج باكستون على موقع ديسكوغز (الإنجليزية)